# Parlux

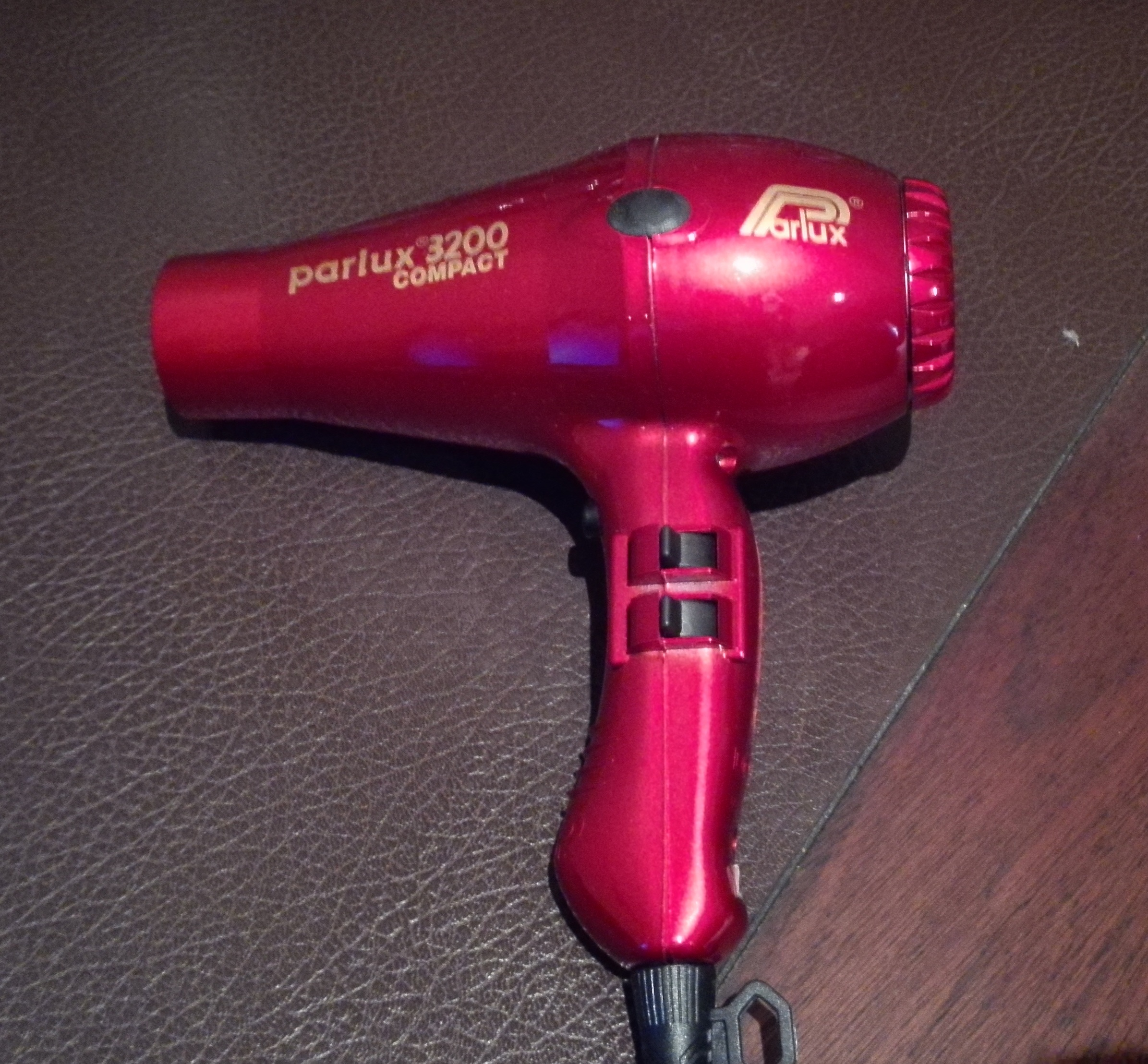
Professioneller Haartrockner Parlux compact 3200 aus den Jahren 2004–2006. Leistung 1900 W.

Parlux ist ein italienischer Hersteller von Haartrocknern und anderen Geräten des Friseursalonbedarfs.  Die Fertigung aller Geräte erfolgt ausschließlich in Italien. Neben Haartrocknern werden auch Trockenhauben, Haarglätter, Lockenstäbe und Haarschneidemaschinen hergestellt.

## Geschichte
Das Unternehmen wurde 1977 durch den heutigen Geschäftsführer Paolo Parodi gegründet und stellte als erstes den Haartrockner Superturbo 1500 her. Er setzte sich von der Konkurrenz durch einen robusten leistungsfähigen Motor ab. Im Jahre 1991 zog Parlux von Corsico an den heutigen Standort in Trezzano sul Naviglio. Ab dem Jahre 2000 wurden die Geräte nicht mehr von Hand, sondern von einer automatischen Montagestraße montiert. 2017 feiert das Unternehmen sein 40-jähriges Bestehen.